# Mięsień przywodziciel wielki
Mięsień przywodziciel wielki (łac. musculus adductor magnus) – w anatomii człowieka trójkątny, wachlarzowaty mięsień należący do warstwy tylnej grupy przyśrodkowej mięśni uda, największy mięsień tej grupy i jeden z największych mięśni ciała ludzkiego. 
Rozpoczyna się na powierzchni przedniej gałęzi dolnej kości łonowej i na bocznej stronie guza kulszowego, ograniczając od dołu otwór zasłoniony. Dalej rozdziela się na trzy części:
- włókna górne biegną do jednej trzeciej górnej części wargi przyśrodkowej kresy chropawej kości udowej; włókna te mogą tworzyć odrębną część mięśnia oddzieloną od reszty zwaną mięśniem przywodzicielem najmniejszym,
- włókna środkowe przyczepiają się do wargi przyśrodkowej poniżej włókien górnych,
- włókna dolne tworzą własny brzusiec, który przedłuża się w silne ścięgno przywodziciela wyczuwalne pod skórą. Ścięgno to przyczepia się do guzka przywodziciela na nadkłykciu przyśrodkowym kości udowej[1].

Mięsień przywodziciel wielki przykryty jest od przodu przez mięsień przywodziciel krótki i przywodziciel długi oraz mięsień krawiecki. Jego powierzchnia przednia ogranicza przyśrodkowo kanał przywodzicieli. Do tyłu od przywodziciela wielkiego znajdują się mięśnie grupy tylnej mięśni uda, a pomiędzy tymi dwoma biegnie nerw kulszowy. Pomiędzy ścięgnem mięśnia przyczepiającym się do guzka przywodzicieli, a kością udową znajduje się rozwór przywodzicieli będący dolnym ujściem kanału przywodzicieli. Przez rozwór ten uchodzą do dołu podkolanowego tętnica udowa oraz żyła udowa. W ścięgnie części mięśnia przyczepiającej się do kresy chropawej znajdują się otwory, przez które przechodzą tętnice przeszywające na tylną stronę uda.
Mięsień unaczyniony jest przez tętnicę zasłonową i tętnice przeszywające pochodzące od tętnicy udowej głębokiej. Unerwienie pochodzi od gałęzi tylnej nerwu zasłonowego, która unerwia część mięśnia przyczepiającą się do kresy chropawej i od nerwu piszczelowego unerwiającego część przyczepiającą się do guzka przywodziciela.
Jest najsilniejszym mięśniem przywodzicielem uda. Część mięśnia przyczepiająca się do kresy chropawej obraca udo na zewnątrz, a część przyczepiająca się do guzka przywodziciela do wewnątrz w momencie, kiedy udo odwrócone jest na zewnątrz. Większa część mięśnia jest silnym prostownikiem stawu biodrowego, natomiast część położona do przodu od osi stawu biodrowego nieznacznie zgina staw biodrowy. Mięsień ten wraz z pozostałymi przywodzicielami wpływa na utrzymanie równowagi.